# Clemente Terni
Clemente Terni (Arcidosso, 12 novembre 1918 – Firenze, 7 gennaio 2004) è stato un compositore, organista e musicologo italiano.

## Biografia
Ha studiato pianoforte, canto, organo e composizione, quest'ultima sotto la guida di Vito Frazzi.
Nel 1950 ha fondato il Quartetto Polifonico Italiano (successivamente divenuto Quintetto) col quale ha svolto un'intensa attività concertistica in Italia e in Europa. Nel 1951 la formazione cameristica ha vinto il concorso nazionale per complessi di musica da camera presieduto da Franco Alfano.
Ha composto musica sacra, da camera, per pianoforte e per organo.
Come musicologo si è occupato di musica barocca nonché della produzione musicale del Medioevo e del Rinascimento. 
Intensa anche la sua attività didattica. Terni ha infatti insegnato presso le Università e i Conservatori di Perugia e Firenze. Nel capoluogo toscano si è distinto per aver formato diverse generazioni di musicisti e musicologi fiorentini.
Ha tenuto corsi di musica antica, rinascimentale e barocca e di composizione ai corsi estivi Música en Compostela di Santiago.
È stato accademico dell'Accademia Luigi Cherubini e dell'Accademia etrusca di Cortona nonché della Real Academia Española de Bellas Artes de San Fernando.

## Opere (selezione)
- Liriche per canto e pianoforte
- L'ultima ora del giorno per 12 strumenti
- Concerto per pianoforte e percussione
- Preludi e Danze per pianoforte
- Cantico dei Cantici per soprano e strumenti
- Per Pianoforte 1986
- Per Pianoforte 1987
- Per Organo 1993
- Omaggio per Paolo Cortesi per canto e 12 strumenti
- Margherita di Cortona per soli, strumenti e percussioni

## Pubblicazioni (selezione)
- Galileo Galilei e la musica, in «Chigiana», vol. 21, Firenze, Olschki, 1964, pp. 249-260.
- Musica e versificazione nelle lingue romanze, in «Studi Medievali», a. XVI, fasc. 1, 1975, Spoleto, Centro Italiano di Studi sull'Alto Medioevo.
- Giovanni Pierluigi da Palestrina e l'esacordo, in «Chigiana», vol. 22, Firenze, Olschki, 1965, pp. 219-228.
- Girolamo Frescobaldi a Firenze (1628-1633), in «Paragone», 1969, pp. 3-20.